# Московчани
Московчани (на руски: Москвичи, ед. ч. м. р. москвич, ед. ч. ж. р. москвичка) са жителите на град Москва, столицата на Русия. Това е списък на най-известните от тях.

## Родени в Москва

### До края на 18 век
- Алексей Романов (1629 – 1676), цар 1645 – 1676
- Анна (1693 – 1740), императрица 1730 – 1740
- Василий Баженов (1737 – 1799), архитект, художник, теоретик и преподавател по архитектура
- Алексей Венецианов (1780 – 1847), художник
- Александър Грибоедов (1795 – 1829), дворянин, драматург, поет и дипломат, композитор и пианист
- Антон Делвиг (1798 – 1831), поет
- Иван III (1440 – 1505), велик княз
- Иван V (1666 – 1696), цар 1682 – 1696
- Алексей Мусин-Пушкин (1744 – 1817), историк
- Петър I (1672 – 1725), цар на Руското царство (1682 – 1721) и първият император (1721 – 1725) на Руската империя
- Михаил Погодин (1800 – 1875), историк и писател
- Александър Пушкин (1799 – 1837), поет
- София Алексеевна (1657 – 1704), царевна на Русия и регент (1682 – 1689)
- Александър Суворов (1730 – 1800), пълководец
- Александър Сумароков (1717 – 1777), поет и драматург
- Феодосия Морозова (1632 – 1675), болярка
- Фьодор I (1557 – 1598), цар на Русия 1584 – 1598
- Фьодор III (1661 – 1682), цар 1676 – 1682

### 19 век

#### 1801 – 1850
- Аполон Григориев (1822 – 1864), писател
- Фьодор Достоевски (1821 – 1881), писател
- Михаил Катков (1818 – 1887), публицист
- Иван Киреевски (1806 – 1856), философ и общественик
- Александър Кошелев (1806 – 1883), общественик
- Михаил Лермонтов (1814 – 1841), писател
- Владимир Маковски (1846 – 1920), художник
- Константин Маковски (1839 – 1915), художник
- Владимир Одоевски (1804 – 1869), писател
- Алексей Павлов (1854 – 1929), геолог
- Николай Пирогов (1810 – 1881), лекар, хирург, анатом, естествоизпитател и педагог
- Константин Победоносцев (1827 – 1907), политик
- Александър Померанцев (1849 – 1918), архитект
- Алексей Саврасов (1830 – 1897), художник, пейзажист
- Сергей Соловьов (1820 – 1879), историк
- Павел Третяков (1832 – 1898), предприемач и меценат на изкуствата, създател на Третяковската галерия
- Александър Херцен (1812 – 1870), публицист
- Алексей Хомяков (1804 – 1860), философ и общественик

#### 1851 – 1900
- Алексей Абрикосов (1875 – 1955), патологоанатом
- Олга Андровска (1898 – 1975), артистка
- Андрей Бели (1880 – 1934), белетрист, поет и теоретик
- Осип Брик (1888 – 1945), литературен критик
- Валерий Брюсов (1873 – 1924), поет
- Николай Вавилов (1887 – 1943), биолог
- Сергей Вавилов (1891 – 1951), физик
- Александър Головин (1863 – 1930), художник
- Юрий Завадски (1894 – 1977), драматичен артист и режисьор, народен артист на СССР
- Вячеслав Иванов (1866 – 1949), поет, драматург, символист и теоретик на символизма
- Василий Кандински (1866 – 1944), художник
- Паул Карер (1889 – 1971), швейцарски биохимик
- Константин Коровин (1861 – 1939), художник
- Леонид Леонов (1899 – 1994), писател
- Василий Маклаков (1869 – 1957), политик
- Павел Милюков (1859 – 1943), политик
- Алексей Павлов (1854 – 1929), геолог
- Борис Пастернак (1890 – 1960), писател
- Алексей Ремизов (1877 – 1957), писател
- Алексей Соболевски (1856 – 1929), езиковед
- Елза Триоле (1896 – 1970), писателка
- Семьон Франк (1877 – 1950), философ
- Вера Харузина (1866 – 1931), етнографка
- Владислав Ходасевич (1886 – 1939), поет
- Марина Цветаева (1892 – 1941), поетеса
- Александър Чаянов (1888 – 1937), агроном
- Георгий Чулков (1879 – 1939), писател

### 20 век

#### 1901 – 1925
- Виктор Абакумов (1908 – 1954), офицер
- Борис Барнет (1902 – 1965), режисьор
- Константин Бесков (1920 – 2006), футболист и треньор
- Владимир Власов (1903 – 1986), композитор
- Александър Гейщор (1916 – 1999), полски историк
- Виталий Гинзбург (1916 – 2009), физик, носител на Нобелова награда по физика за 2003
- Андор Лилиентал (1911 – 2010), шахматист
- Константин Лясковский (1908 – 1986), футболист
- Сергей Образцов (1901 – 1992), драматичен артист, кукловод, режисьор, народен артист на СССР
- Мая Плисецкая (1925 – 2015), балерина, балетмайстор и хореограф
- Борис Полевой (1908 – 1981), писател
- Виктор Сапарин (1905 – 1970), писател
- Андрей Сахаров (1921 – 1989), физик
- Василий Смислов (1921 – 2010), шахматист
- Юлия Солнцева (1901 – 1989), актриса и режисьор
- Борис Чайковски (1925 – 1996), композитор

#### 1926 – 1950
- Алексей Абрикосов (р. 1928), физик-теоретик, носител на Нобелова награда по физика за 2003
- Сергей Аверинцев (1937 – 2004), филолог
- Бела Ахмадулина (1937 – 2010), поетеса
- Юрий Батурин (р. 1949), политик, учен (юрист и политолог) и космонавт (382-ри космонавт в света и 90-и космонавт на Русия)
- Татяна Бек (р. 1949), поет, преводач и литературовед
- Борис Березовски (1946 – 2013), предприемач, принадлежащ на групата на т. нар. руски олигарси
- Мария Бойкикева (р. 1932), българска общественичка
- Кир Буличов (1934 – 2003), писател
- Евгений Васюков (р. 1933), шахматист, гросмайстор
- Владимир Висоцки (1938 – 1980), поет и актьор
- Андрей Вознесенски (1933 – 2010), поет
- Владислав Волков (1935 – 1971), космонавт
- Юрий Глазков (р. 1939), космонавт и писател
- Леонид Енгибаров (1935 – 1972), клоун-мим, писател, създател на новото цирково амплоа на „тъжния клоун“
- Людмила Зикина (1929 – 2009), певица
- Вячеслав Котьоночкин (1927 – 2000), режисьор
- Сергей Лавров (р. 1950), дипломат, като от 2004 година е министър на външните работи в Русия
- Татяна Лемачко (р. 1948), швейцарска шахматистка от руски произход, състезавала се за България през периода 1974 – 1982 г.
- Евгений Леонов (1926 – 1994), актьор
- Василий Ливанов (р. 1935), актьор и режисьор
- Андрей Луканов (1938 – 1996), български политик
- Валентин Павлов (1937 – 2003), икономист и политик; първи министър на СССР (1991)
- Алла Пугачова (р. 1949), певица, композиторка и киноактриса
- Ирина Роднина (р. 1949), фигуристка (3-кратна олимпийска шампионка, 10-кратна световна шампионка)
- Генадий Рождественски (1931 – 2018), диригент, пианист, композитор, преподавател и общественик
- Светлана Савицкая (р. 1948), космонавт, втората жена-космонавт в света
- Юлиан Семьонов (1931 – 1993), писател, сценарист, журналист и поет
- Александър Серебров (1944 – 2013), космонавт
- Владимир Топоров (1928 – 2005), филолог
- Владимир Федотов (1943 – 2009), футболист и треньор
- Филарет Мински и Слуцки (р. 1935), епископ на Руската православна църква; предстоятел на Беларуската православна църква
- Михаил Шемякин (р. 1943), скулптор
- Алберт Шестерньов (1941 – 1994), футболист
- Юрий Яковлев (1928 – 2013), актьор
- Лев Яшин (1929 – 1990), футболист

#### 1951 – 1975
- Александър Лавейкин (р. 1951), космонавт
- Пьотър Мамонов (р. 1951), актьор и музикант
- Александър Баркашов (р. 1953), националист
- Валерий Чехов (р. 1955), шахматист, гросмайстор
- Ирина Хакамада (р. 1955), политическа и правителствена деятелка
- Егор Гайдар (1956 – 2009), държавник, политик и икономист
- Алексей Пажитнов (р. 1956), компютърен инженер
- Алексей Улюкаев (р. 1956), икономист, банкер и политик
- Анна Ахшарумова (р. 1957), руско-американска шахматистка
- Андрей Ростоцки (1957 – 2002), актьор
- Дейвид Томас (р. 1959), английски журналист и писател
- Фьодор Черенков (1959 – 2014), футболист
- Екатерина Андреева (р. 1961), журналистка, водеща на емисията новини Время по Первий канал
- Александър Дугин (р. 1962), философ, политолог, социолог и публицист
- Виктор Пелевин (р. 1962), писател
- Алексей Варламов (р. 1963), писател
- Михаил Ходорковски (р. 1963), предприемач и общественик
- Михаил Прохоров (р. 1965), бизнесмен и политик
- Юрий Савичев (р. 1965), футболист
- Иларион Волоколамски (р. 1966), съвременни руски богослови и църковни дипломати, патролог и композитор
- Олга Крючкова (р. 1966), писател
- Максим Удалов (р. 1966), музикант, барабанист
- Андрей Чесноков (р. 1966), тенисист
- Михаил Ерьомин (1968 – 1991), футболен вратар
- Игор Шалимов (р. 1969), футболист и треньор
- Сергей Овчинников (р. 1970), футболист
- Сергей Безруков (р. 1973), актьор
- Сергей Брин (р. 1973), компютърен специалист и учен, известен като един от основателите на Google
- Станислав Маркелов (1974 – 2009), общественик
- Константин Головской (р. 1975), футболист, играл за Левски (София) в периода 2001 – 2004
- Андрей Соломатин (р. 1975), футболист

#### 1976 – 2000
- Александър Белов (р. 1976), политик, националист
- Роман Шаронов (р. 1976), футболист
- Егор Титов (р. 1976), футболист
- Дмитрий Глуховски (р. 1979), журналист и писател на бестселъри в жанра научна фантастика и трилър
- Марат Сафин (р. 1980), тенисист
- Анна Курникова (р. 1981), тенисистка
- Елена Дементиева (р. 1981), тенисистка
- Алексей Березутски (р. 1982), футболист
- Надя Петрова (р. 1982), тенисистка
- Дмитрий Турсунов (р. 1982), тенисист
- Михаил Южни (р. 1982), тенисист
- Игор Андреев (р. 1983), тенисист
- Александър Гришчук (р. 1983), шахматист
- Павел Погребняк (р. 1983), футболист
- Вера Звонарьова (р. 1984), тенисистка
- Елена Катина (р. 1984), вокалистка (Тату)
- Галина Воскобоева (р. 1984), тенисистка
- Юлия Волкова (р. 1985), певица (Тату)
- Александър Овечкин (р. 1985), хокеист
- Кирил Набабкин (р. 1986), футболист
- Динара Сафина (р. 1986), тенисистка
- Мария Кириленко (р. 1987), тенисистка
- Анна Чакветадзе (р. 1987), тенисистка
- Мария Альохина (р. 1988), общественичка
- Татяна Головин (р. 1988), тенисистка
- Екатерина Макарова (р. 1988), руска тенисистка
- Zivert (Юлия Зиверт) (р. 1990), известна руска поп певица
- Евгени Донской (р. 1990), руски тенисист
- Юлия Путинцева (р. 1995), руска тенисистка
- Даниил Медведев (р. 1996), известен руски тенисист

## Починали в Москва

### До края на XIX век
- Иван Аксаков (1823 – 1886), публицист
- Алексей Романов (1629 – 1676), цар
- Александър Афанасиев (1826 – 1871), фолклорист
- Василий III (1479 – 1533), велик княз
- Николай Гогол (1809 – 1852), писател
- Райко Жинзифов (1839 – 1877), български поет
- Иван III (1440 – 1505), велик княз
- Иван IV (1530 – 1584), цар
- Иван V (1666 – 1696), цар
- Александър Кошелев (1806 – 1883), общественик
- Михаил Ломоносов (1711 – 1765), учен
- Лъжедмитрий I (? – 1606), цар
- Алексей Мерзляков (1778 – 1830), писател
- Алексей Мусин-Пушкин (1744 – 1817), историк
- Владимир Одоевски (1804 – 1869), писател
- Владимир Орлов (1743 – 1831), граф
- Василий Перов (1834 – 1882), художник
- Петър II (1715 – 1730), император
- Михаил Погодин (1800 – 1875), историк и писател
- Михаил Романов (1596 – 1645), цар
- Степан Разин (1630 – 1671), казашки военачалник
- Андрей Рубльов (1365 – 1430), иконописец
- Михаил Скобелев (1843 – 1882), офицер
- Никифорос Теотокис (1731 – 1800), духовник
- Фьодор III (1661 – 1682), цар
- Владимир Шервуд (1832 – 1897), художник и архитект

### 1901 – 1950 година
- Анри Барбюс (1873 – 1935), френски писател
- Осип Брик (1888 – 1945), литературен критик
- Валерий Брюсов (1873 – 1924), поет
- Михаил Булгаков (1891 – 1940), писател
- Пелжидийн Генден (1892 – 1937), монголски политик
- Феликс Дзержински (1877 – 1926), политик
- Георги Димитров (1882 – 1949), български политик
- Иля Илф (1897 – 1937), писател
- Владимир Кирилов (1890 – 1937), поет
- Василий Ключевски (1841 – 1911), историк
- Коте Марджанишвили (1872 – 1933), режисьор
- Владимир Маяковски (1893 – 1930), поет
- Всеволод Мейерхолд (1874 – 1940), режисьор
- Алексей Соболевски (1856 – 1929), езиковед
- Вера Харузина (1866 – 1931), етнографка
- Павел Чесноков (1877 – 1944), композитор
- Георгий Чулков (1879 – 1939), писател
- Александър Шевченко (1883 – 1948), художник
- Владимир Шилейко (1891 – 1930), филолог
- Александър Шчербаков (1901 – 1945), политик

### 1951 – 2000 година
- Юрий Андропов (1914 – 1984), политик
- Лаврентий Берия (1899 – 1953), политик
- Всеволод Бобров (1922 – 1979), футболист и хокеист
- Владимир Висоцки (1938 – 1980), поет и актьор
- Владимир Власов (1903 – 1986), композитор
- Игор Домников (1959 – 2000), журналист
- Марк Донской (1901 – 1981), режисьор
- Андрей Колмогоров (1903 – 1987), математик
- Александра Колонтай (1872 – 1952), политик и дипломат
- Александър Котов (1913 – 1981), шахматист
- Вячеслав Котьоночкин (1927 – 2000), режисьор
- Евгений Леонов (1926 – 1994), актьор
- Трофим Лисенко (1898 – 1976), агроном
- Вячеслав Молотов (1890 – 1986), политик
- Александър Мосолов (1900 – 1973), композитор
- Александър Опарин (1894 – 1980), биолог
- Николай Подгорни (1903 – 1983), политик
- Асен Разцветников (1897 – 1951), български писател
- Александър Родченко (1891 – 1956), художник
- Петър Романовски (1892 – 1964), шахматист
- Иван Савченко (1908 – 1999), офицер от КГБ
- Андрей Сахаров (1921 – 1989), физик
- Аркадий Соболев (1903 – 1964), дипломат
- Юлия Солнцева (1901 – 1989), актриса и режисьор
- Йосиф Сталин (1879 – 1953), политик
- Варвара Степанова (1894 – 1958), художничка
- Аркадий Стругацки (1925 – 1991), писател
- Михаил Тал (1936 – 1992), латвийски шахматист
- Владимир Татлин (1885 – 1953), художник
- Андрей Туполев (1888 – 1972), авиоконструктор
- Уан Мин (1904 – 1974), китайски политик
- Владимир Фере (1902 – 1971), композитор
- Степан Филатов (1901 – 1980), офицер от Държавна сигурност
- Арам Хачатурян (1903 – 1978), арменски композитор
- Никита Хрушчов (1894 – 1971), политик
- Борис Чайковски (1925 – 1996), композитор
- Андрей Чикатило (1936 – 1994), украински сериен убиец
- Василий Чуйков (1900 – 1982), офицер
- Корней Чуковски (1882 – 1969), писател
- Алберт Шестерньов (1941 – 1994), футболист
- Леонид Щейн (1934 – 1973), украински шахматист
- Лев Яшин (1929 – 1990), футболист

### XXI век
- Анастасия Бабурова (1983 – 2009), журналистка
- Андрей Вознесенски (1933 – 2010), поет
- Елем Климов (1933 – 2003), режисьор
- Юрий Любимов (1917 – 2014), режисьор
- Станислав Маркелов (1974 – 2009), общественик
- Валентин Распутин (1937 – 2015), писател
- Марина Семьонова (1908 – 2010), балерина
- Юрий Шчекочихин (1950 – 2003), журналист
- Юрий Яковлев (1928 – 2013), актьор

## Други личности, свързани с Москва
- Тенгиз Абуладзе (1924 – 1994), грузински режисьор, завършва кинорежисура през 1952
- Рубен Аврамов (1900 – 1988), български политик, живее в града през 1925 – 1936 и 1939 – 1944
- Антим I (1816 – 1888), български духовник, завършва духовна академия през 1856
- Александър Беляев (1884 – 1942), писател, живее в града след 1923
- Михаил Бородин (1884 – 1951), дипломат, живее в града през 1928 – 1949
- Иван Бунин (1870 – 1953), писател, живее в града в началото на 20 век
- Жан Виденов (р. 1959), български политик, завършва икономика през 1985
- Любен Гоцев (р. 1930), български политик, завършва международни отношения през 1960
- Бойко Димитров (р. 1941), български политик, завършва международни отношения през 1963
- Цола Драгойчева (1898 – 1993), български политик, живее в града през 1932 – 1936
- Марин Дринов (1838 – 1909), български историк, учи история и филология през 1860-те
- Сергей Есенин (1895 – 1925), поет, живее в града през 1912 – 1915
- Тончо Жечев (1929 – 2000), български писател и критик, подготвя аспирантура през 1959 – 1962
- Людмила Живкова (1942 – 1981), български политик, завършва история на изкуството през 1970
- Любен Каравелов (1834 – 1879), български писател, учи литература и история през 1857 – 1867
- Петко Каравелов (1843 – 1903), български политик, завършва право през 1869
- Райна Княгиня (1856 – 1917), българска революционерка, учи медицина през 1876 – 1879
- Васил Коларов (1877 – 1950), български политик, живее в града през 1923 – 1945
- Николай Кънчев (р. 1960), български телевизионен водещ, завършва журналистика през 1980-те
- Казимир Малевич (1878 – 1935), художник, живее в града през 1904 – 1919
- Сава Мирков (1850 – 1927), български военен лекар, завършва медицина през 1876
- Петър Младенов (р. 1936), български политик, завършва международни отношения през 1963
- Алфред Моисиу (р. 1929), албански политик, завършва военна академия през 1958
- Димитър Моллов (1846 – 1914), български лекар и политик, завършва медицина и защитава докторат през 1876
- Янаки Моллов (1882 – 1948), български икономист и политик, завършва земеделско училище през 1905
- Жак Натан (1902 – 1974), български икономист и политик, завършва икономика през 1928
- Стоян Петров (1916 – 1994), български музиколог, защитава дисертация през 1949 – 1953
- Владимир Поптомов (1890 – 1952), български политик, живее в града през 1934 – 1944
- Христо Стоянов (1842 – 1895), български юрист и политик, завършва право през 1868
- Иван Терзиев (р. 1934), български режисьор, завършва кинорежисура през 1966
- Фьодор Тютчев (1803 – 1873), поет, живее в града до 1822
- Гриша Филипов (1919 – 1994), български политик, завършва икономика през 1951
- Константин Циолковски (1857 – 1935), учен, учи в града през 1871 – 1876